# Discestra grisescens
Discestra grisescens är en fjärilsart som beskrevs av W. Warren 1910. Discestra grisescens ingår i släktet Discestra och familjen nattflyn. Inga underarter finns listade i Catalogue of Life.